# Lista laureatów nagród Polskiego Stowarzyszenia Komiksowego
Nagrody Polskiego Stowarzyszenia Komiksowego – nagrody przyznawane dorocznie od 2010 roku w trakcie Festiwalu Komiksowa Warszawa. Nagrody przyznawane są za rok miniony. Zwycięzcy wyłaniani są w głosowaniu przez członków PSK.

## Nagrody za rok 2009[1]
- Najlepszy komiks zagraniczny wydany w Polsce – ex aequo "Fun Home. Tragikomiks rodzinny", Alison Bechdel i "Opowieści z hrabstwa Essex", Jeff Lemire
- Najlepszy polski komiks – "Łauma", Karol Kalinowski, kultura gniewu
- Najlepszy rysownik – Shaun Tan ("Przybysz")
- Najlepszy scenarzysta – Alex Robinson ("Wykiwani")

## Nagrody za rok 2010[2]
- Najlepszy komiks zagraniczny wydany w Polsce – "Niedoskonałości", Adrian Tomine, kultura gniewu
- Najlepszy polski komiks – "Osiedle Swoboda", Michał Śledziński, kultura gniewu
- Najlepszy rysownik – Tony Sandoval ("Nocturno")
- Najlepszy scenarzysta – Grzegorz Janusz ("Wykolejeniec")

## Nagrody za rok 2011[3]
- Najlepszy komiks zagraniczny wydany w Polsce – "Pinokio", Winshluss, kultura gniewu
- Najlepszy polski komiks – "Czasem", G. Janusz, M. Podolec, kultura gniewu
- Najlepszy rysownik – Wojciech Stefaniec ("Szelki")
- Najlepszy scenarzysta – Grzegorz Janusz ("Czasem", "Tymczasem")
- Najlepszy komiks on-line – "Głosy w mojej głowie" (Maciej Łazowski)

## Nagrody za rok 2012[4]
- Najlepszy komiks zagraniczny wydany w Polsce – "Zagubione dziewczęta", Alan Moore, Melinda Gebbie, Mroja Press
- Najlepszy polski komiks – "Rozmówki polsko-angielskie", Agata Wawryniuk, kultura gniewu
- Najlepszy rysownik – Craig Thompson ("Habibi")
- Najlepszy scenarzysta – Tomasz Samojlik ("Ryjówka przeznaczenia")
- Najlepsza okładka – "Long John Silver 2: Neptun", Mathieu Lauffray, Taurus Media

## Nagrody za rok 2013[5]
- Najlepszy komiks zagraniczny wydany w Polsce – "Kot Rabina", Joann Sfar, Wydawnictwo Komiksowe
- Najlepszy polski komiks – "NOIR", Łukasz Bogacz, Wojciech Stefaniec, timof comics
- Najlepszy rysownik – Cyril Pedrosa ("Portugalia")
- Najlepszy scenarzysta – Michał Rzecznik ("Maczużnik")
- Najlepsza okładka – "Czerwony Pingwin musi umrzeć", Michał Śledziński

## Nagrody za rok 2014[6]
- Najlepszy komiks zagraniczny wydany w Polsce – "Ralph Azham", Lewis Trondheim, timof comics
- Najlepszy polski komiks – "Blaki. Czwórka", Mateusz Skutnik, Centrala
- Najlepszy rysownik – Krzysztof Gawronkiewicz ("Powstanie. Za dzień, za dwa")
- Najlepszy scenarzysta – Daniel Chmielewski ("Zapętlenie", "Podgląd")
- Najlepsza okładka – "Zaklęcie Boga Pytona", Filip "Fil" Wiśniowski, Ojciec Rene, Bazgrolle

## Nagrody za rok 2015[7]
- Najlepszy komiks zagraniczny wydany w Polsce – "Kroniki dyplomatyczne" scen. Christophe Blain, Abel Lanzac, rys. Christophe Blain
- Najlepszy polski komiks – "Wróć do mnie jeszcze raz" scen. Bartosz Sztybor rys. Wojciech Stefaniec
- Najlepszy rysownik – Wojciech Stefaniec
- Najlepszy scenarzysta – Bartosz Sztybor
- Najlepsza okładka – "Usta pełne śmierci" Łukasz Mazur

## Nagrody za rok 2016[8]
- Najlepszy komiks zagraniczny wydany w Polsce – "Codzienna walka" scen. i rys. Manu Larcenet
- Najlepszy polski komiks – "Będziesz smażyć się w piekle" scen. i rys. Krzysztof Owedyk
- Najlepszy rysownik – Krzysztof Owedyk
- Najlepszy scenarzysta – Krzysztof Owedyk
- Najlepsza okładka – "Domek w środku lasu żywych trupów" Łukasz Mazur

## Nagrody za rok 2017[9]
- Najlepszy komiks zagraniczny wydany w Polsce – "Ziemia swoich synów" scen. i rys. Gipi, Timof Comics
- Najlepszy polski komiks – "Totalnie nie nostalgia" scen. Wanda Hagedorn, rys. Jacek Frąś, Kultura Gniewu/Wydawnictwo Komiksowe
- Najlepszy komiks dla dzieci: "Malutki lisek i wielki dzik, tom 3" scen. i rys. Berenika Kołomycka, Egmont
- Najlepszy debiut: Henryk Glaza (Tylko spokojnie)
- Najlepszy rysownik – Jacek Frąś (Totalnie nie nostalgia)
- Najlepszy scenarzysta – Jacek Świdziński (Powstanie film narodowy)

## Nagrody za rok 2018[10]
- Najlepszy komiks zagraniczny wydany w Polsce – "Pantera" scen. i rys. Brecht Evans
- Najlepszy polski komiks – "Pan Żarówka" scen. i rys. Wojciech Wawszczyk
- Najlepszy komiks dla dzieci: "Malutki Lisek i Wielki Dzik: Tamtędy" scen. i rys. Berenika Kołomycka
- Najlepszy debiut: Agnieszka Świętek (Obiecanki)
- Najlepszy rysownik – Daniel Chmielewski (Ja, Nina Szubur)
- Najlepszy scenarzysta – Anna Krztoń (Weź się w garść)

## Nagrody za rok 2019[11]
- Złoty Orient Men – Tadeusz Baranowski
- Najlepszy komiks zagraniczny wydany w Polsce – “Donżon” scen. i rys. Lewis Trondheim, Joann Sfar, Boulet
- Najlepszy polski komiks – “Brom” scen. i rys. Unka Odya
- Najlepszy komiks dla dzieci – “Malutki Lisek i Wielki Dzik: Huk” scen. i rys. Berenika Kołomycka
- Najlepszy debiut – Rafał Mikołajczyk (Niezwyciężony)
- Najlepszy rysownik – Wojciech Stefaniec (Rita)
- Najlepszy scenarzysta – Jan Mazur (Koniec świata w Makowicach)

## Nagrody za rok 2020
- Najlepszy komiks zagraniczny wydany w Polsce – “Indyjska włóczęga” scen. Alain Ayroles, rys. Juanjo Guarnido, Egmont Polska
- Najlepszy polski komiks – “Koniec lipca” scen. i rys. Maria Rostocka, kultura gniewu
- Najlepszy komiks dla dzieci – “Malutki Lisek i Wielki Dzik: Okropieństwo” scen. i rys. Berenika Kołomycka, Egmont Polska
- Najlepszy debiut – Ewa Ciałowicz (Mówili na niego Karol)
- Najlepszy scenariusz – Maria Rostocka (Koniec lipca)
- Najlepszy rysownik – Jakub Rebelka (Judasz)

## Nagrody za rok 2021
- Najlepszy komiks zagraniczny wydany w Polsce – “Raport Brodecka” scen. i rys. Manu Larcenet, Mandioca
- Najlepszy polski komiks – “Oszołomiające bajki urłałckie” scen. i rys. Krzysztof Owedyk, kultura gniewu
- Najlepszy komiks dla dzieci – “Bajka i jej gang” scen. i rys. Marcin Podolec, Egmont Polska
- Najlepszy debiut – Kamila Król (Rusałka)
- Najlepszy scenariusz – Krzysztof Owedyk (Oszołomiające bajki urłałckie)
- Najlepszy rysownik – Krzysztof Owedyk (Oszołomiające bajki urłałckie)

## Nagrody za rok 2022
- Złoty Orient Men – Tomasz Kołodziejczak
- Najlepszy komiks zagraniczny wydany w Polsce – “Samotność komiksiarza” scen. i rys. Adrian Tomine, kultura gniewu
- Najlepszy polski komiks – “Zasada trójek”, scen. i rys. Tomasz Spell, kultura gniewu
- Najlepszy komiks dla dzieci – “Malutki Lisek i Wielki Dzik: Trzy słowa” scen. i rys. Berenika Kołomycka, Egmont
- Najlepszy debiut – Arttricia i Hophop (“Wianek“)
- Najlepszy rysownik – Wojciech Stefaniec (“Bardo: Rege“)
- Najlepszy scenarzysta – Daniel Odija (“Bardo: Rege“)